# Parti national-libéral (Royaume-Uni, 1922-1923)
Le Parti national-libéral (National Liberal Party) était un parti politique britannique, actif de 1922 à 1923. Il trouve son origine dans la mise en place, en 1916, sous la direction de David Lloyd George, membre du Parti libéral, d'un gouvernement de coalition associant libéraux et conservateurs.
Bien que les libéraux soient, à partir de cette date, divisés en deux factions (partisans de la coalition derrière Lloyd George, d'une part, et adversaires de cette coalition derrière le chef officiel du parti, Herbert Henry Asquith), le parti ne connaît pas de véritable scission.
Lors des élections de 1918, les candidats libéraux soutenant la coalition obtiennent 127 sièges, contre 36 aux libéraux de l'opposition, qui conservent cependant la direction du parti et obtiennent, en mai 1920, l'exclusion du parti des ministres libéraux du gouvernement de coalition.
La scission, devenue inévitable, intervient en janvier 1922, lorsque Lloyd George prend l'initiative de la création du parti national-libéral. En octobre, cependant, le parti conservateur se retire de la coalition, et Lloyd George est contraint de démissionner de son poste de Premier Ministre.
Lors des élections générales du 15 novembre, qui voient la victoire du parti conservateur,  le parti national libéral n'obtient que 53 élus, devancé même par le parti libéral "officiel", mais de peu. 
Le parti national libéral cesse ses activités en 1923, lorsque l'unité des libéraux se ressoude pour lutter contre la remise en cause du libre-échangisme par le gouvernement conservateur de Stanley Baldwin. Lors des élections générales de décembre 1923, les libéraux réunis obtiennent 158 sièges.
La trésorerie du parti n'est cependant pas versée dans les caisses libérales, mais reste gérée par un fonds indépendant, qui prend le nom de "Fonds politique Lloyd George" en 1931.
Parmi les membres du parti national libéral, outre Lloyd George, on trouve Winston Churchill, Christopher Addison, Frederick Guest, Alfred Mond (1er baron Melchett).
Il n'y a pas de filiation directe avec le deuxième parti national-libéral britannique, fondé en 1931, et actif jusqu'en 1968.